# Затурский, Логгин Логгинович
 Логгин Логгинович Затурский  (17 [30] сентября 1871, Российская империя — 4 [17] мая 1913, Ялта, Крым, Российская империя) — полковник, военный инженер, исполнявший должность помощника инспектора строительных работ в Порт-Артуре, кавалер ордена святого Георгия IV класса.

## Биография
Из полтавских дворян, родился 17 (30) сентября 1871 года.
В 1889 году окончил Петровский Полтавский Кадетский Корпус и поступил в Павловское военное училище, а в 1891 — переведен в старший класс Николаевского Инженерного Училища, по окончании которого 4 августа 1892 года произведен в подпоручики 8-го понтонного батальона. В 1898 году окончил Николаевскую Инженерную Академию и был отчислен в Морскую Строительную часть, с назначением производителем работ Севастопольского порта. В 1902 году был назначен помощником инспектора строительных работ Морского Ведомства в Порт-Артур.
В феврале 1904 года, в виду открытия военных действий, был откомандирован от Морского Ведомства в распоряжение Начальника инженеров крепости Порт-Артур и назначен производителем работ участка приморского фронта. Был в передовом отряде полковника Семенова на зеленых горах. На левофланговом участке Восточного (атакованного) фронта был ранен и взят в плен. По возвращении из плена, продолжал службу в Морской строительной части. За выдающийся подвиг храбрости и энергии, оказанных в Порт-Артуре в ночь с 8 на 9 ноября 1904 года при защите сильно поврежденного неприятелем траверза и за взрыв камуфлеста в ночь с 3 на 4 декабря, следствием чего было уничтожение неприятельской минной галереи, награждён орденом Св. Георгия 4-й степени.
6 декабря 1908 года произведен в полковники. Состоял под покровительством комитета о раненых по 2 разряду. 5 декабря 1909 года участвовал в торжественном обеде в ППКК. В марте-апреле 1913 года выехал с матерью из Санкт-Петербурга в Ялту на лечение, жил по адресу: Мееровская улица, дом 9 (Вилла Роз).
Скончался 4 (17) мая 1913 года от воспаления мозговых оболочек, как последствия ранения в Порт-Артуре. Погребен в Ялте на местном кладбище.